# Сегрімнір
Сегрімн́ір (давн.-сканд. Sæhrimnir, від слова hrim — сажа) — у скандинавській міфології вепр-кабан, якого кожен день варить у своєму казані Ельдгрімнірі ейнгерійский кухар Андгрімнір, щоб подати до столу ейнгеріїв. Однак до вечора Сегрімнір знову оживає, щоб забезпечити гостей Вальгалли своїм м'ясом  на наступний день.
Високий цитує цю строфу в книзі прорзової Едди Gylfaginning і зокрема стверджує, що Сегрімнір — кабан. Проте, деякі вчені вважають, що Сегрімінір був величезним кнуром, а не вепром. Інші ж учені розглядають Сегрімніра як істоту досить важливу у міфології, адже яскраво віддзеркалює культ ритуального жертвоприношення, яке практикувалося у часи давньогерманського язичництва.

## Промови Грімніра
У розділі 38 Едди книги Gylfaginning Ганглері. (король Гюльві) зазначає, що «Ти розповідаєш, що всі загиблі в бою з тих самих пір, як був створений світ, живуть тепер у Одіна в Вальхаллі. Як же йому вдається нагодувати їх? Адже, напевно, зібралося там людей безліч!» Тоді відповідає Високий: «Ти маєш рацію: безліч там народу, а буде і більше, хоч і цього здасться мало, коли прийде Вовк. Але скільки б не було людей у Вальгаллі, завжди вистачає їм м'яса вепра на ім'я Сегрімнір. Кожен день його варять, а до вечора він знову цілий. А щодо твоїх розпитувань то, здається мені, трохи знайдеться мудреців, щоб знали всю правду. Андгрімнір — ім'я кухаря, а казан зветься Ельдгрімнір». Так тут про те сказано: 
18 Андхрімнір-кухар
варить в Ельдхрімнірі
плоть Сегрімніра,
м'ясо чудове;
мало хто звідає
ïжі ейнхеріïв.
Потім Ганглері запитує, "А сам Одін? Чи їсть він одну їжу з ейнгеріями? Високий каже: «Всю їжу, що стоїть у нього на столі, він кидає двом вовкам — вони звуться Гері і Фрекі і не потрібна йому ніяка їжа. Вино — ось йому і їжа і питво». Далі він описує:
19 Гері і Фрекі
годує войовничий
Ратей Батько;
але приймає він сам
тільки вино,
обладунками сяючий.